# ويليام كيركباتريك
ويليام كيركباتريك هو سياسي أمريكي، ولد في 7 نوفمبر 1769، وتوفي في 2 سبتمبر 1832. انتخب عضو مجلس النواب الأمريكي ‏.